# Control-V
Control-V (Ctrl+V):  É um atalho utilizado na maioria dos programas editores de textos atuais para colar (inserir) um conteúdo na área de transferência no local selecionado. Isso significa colar o que copiou..
O "Colar" (Ctrl-V ou Shift-Insert) insere o texto da área de transferência na posição do cursor ou na seleção atual. Se colar numa das janelas de entrada de diferenças, o conteúdo da área de transferência será mostrado nessa janela e a comparação irá reiniciar imediatamente. Isto  útil se quiser pegar rapidamente num pedaço de texto de qualquer local e compará-lo com outra coisa, sem ter de criar ficheiros primeiro.